# FK Haradzeïa
Maillots
Le Futbolny Klub Haradzeïa, plus couramment abrégé en FK Haradzeïa (en biélorusse : ФК Гарадзея) ou FK Gorodeïa (en russe : ФК Городея), est un ancien club biélorusse de football fondé en 2004 et disparu en 2021. Basé dans la ville de Haradzeïa, il était notamment financé par l'usine sucrière locale.

## Histoire
Démarrant en 2004 en tant que club de futsal, la section football est quant à elle formée en 2007 et intègre la même année la quatrième division biélorusse au sein du championnat amateur de la région de Minsk avant d'accéder au troisième échelon dès 2008.
Après trois saisons à ce niveau, l'équipe remporte la troisième division et découvre la deuxième division en 2011, où il termine à la troisième place pour sa première saison. Haradzeïa atteint l'année suivante la deuxième position et se qualifie pour la barrage de promotion en première division où il est finalement battu par le Torpedo Jodzina. Il termine une nouvelle fois second lors de l'exercice 2013 mais échoue une nouvelle fois en barrage, cette fois devant le Dniepr Mahiliow. Finissant sixième en 2014, Haradzeïa termine à nouveau vice-champion lors de la saison 2015 et est cette fois promu directement dans l'élite du football biélorusse pour la première fois de son histoire.
Pour sa première saison au premier échelon, le club termine neuvième en 2016 et parvient par la suite à se maintenir dans l'élite. Après une saison 2020 difficile qui le voit finir en treizième position et éviter la relégation de peu, l'usine sucrière d'Haradzeïa, principal sponsor du club, cesse officiellement de financer l'équipe qui n'a plus les moyens de poursuivre ses activités et disparaît durant le mois de février 2021,.

## Bilan sportif

### Palmarès
| Compétitions nationales                                                                                                  |
| --- |
| \| - Championnat de Biélorussie D2 : - Vice-champion : 2015. - Championnat de Biélorussie D3 (1) : - Champion : 2010. \| |
| - Championnat de Biélorussie D2 : - Vice-champion : 2015. - Championnat de Biélorussie D3 (1) : - Champion : 2010.       |

### Bilan par saison
| Saison | Championnat | Championnat | Championnat | Championnat | Championnat | Championnat | Championnat | Championnat | Championnat | Championnat | Coupe de Biélorussie |
| Saison | Division    | Pos         | Pts         | J           | V           | N           | D           | BP          | BC          | Diff        | Coupe de Biélorussie |
| ------ | ----------- | ----------- | ----------- | ----------- | ----------- | ----------- | ----------- | ----------- | ----------- | ----------- | -------------------- |
| 2007   | 4e Minsk    | 2e          | 37          | 18          | 11          | 4           | 3           | 57          | 21          | +36         | —                    |
| 2008   | 3e          | 7e          | 44          | 30          | 12          | 8           | 10          | 43          | 39          | +4          | Premier tour         |
| 2009   | 3e          | 2e          | 52          | 26          | 16          | 4           | 6           | 42          | 23          | +19         | Premier tour         |
| 2010   | 3e          | 1er         | 84          | 34          | 27          | 3           | 4           | 112         | 29          | +83         | Seizièmes de finale  |
| 2011   | 2e          | 3e          | 55          | 30          | 16          | 7           | 7           | 51          | 31          | +20         | Huitièmes de finale  |
| 2012   | 2e          | 2e          | 60          | 28          | 18          | 6           | 4           | 49          | 21          | +28         | Seizièmes de finale  |
| 2013   | 2e          | 2e          | 60          | 30          | 18          | 6           | 6           | 68          | 32          | +36         | Huitièmes de finale  |
| 2014   | 2e          | 6e          | 45          | 30          | 11          | 12          | 7           | 42          | 26          | +16         | Quarts de finale     |
| 2015   | 2e          | 2e          | 68          | 30          | 21          | 5           | 4           | 73          | 25          | +48         | Huitièmes de finale  |
| 2016   | 1re         | 9e          | 38          | 30          | 8           | 14          | 8           | 36          | 39          | -3          | Seizièmes de finale  |
| 2017   | 1re         | 9e          | 38          | 30          | 8           | 14          | 8           | 37          | 35          | +2          | Huitièmes de finale  |
| 2018   | 1re         | 9e          | 34          | 30          | 9           | 7           | 14          | 31          | 33          | -2          | Huitièmes de finale  |
| 2019   | 1re         | 7e          | 44          | 30          | 12          | 8           | 10          | 31          | 29          | +2          | Huitièmes de finale  |
| 2020   | 1re         | 13e         | 31          | 30          | 8           | 7           | 15          | 30          | 48          | -18         | Seizièmes de finale  |
| 2020   | 1re         | 13e         | 31          | 30          | 8           | 7           | 15          | 30          | 48          | -18         | Huitièmes de finale  |

Légende
- Promu en division supérieure
- Relégué en division inférieure